# London Borough of Hammersmith and Fulham
London Borough of Hammersmith and Fulham är en London borough (kommun) i västra London.
Kommunen bildades genom sammanslagning av kommunerna Hammersmith och Fulham 1965. Den hette London Borough of Hammersmith till dess att nanmnet ändrades 1 januari 1979 av kommunfullmäktige.

## Distrikt
Distrikt som helt eller delvis ligger i Hammersmith and Fulham.
- Fulham
- Hammersmith
- Old Oak Common
- Parsons Green
- Shepherd's Bush
- Sands End
- White City
- West Kensington
- Wormwood Scrubs

## Sport
Fotbollslagen Queens Park Rangers (Shepherd's Bush) och Fulham FC (Fulham) kommer här ifrån.
Fotbollsarenor Loftus Road och Craven Cottage. White City Stadium låg här men revs 1985.
The Boat Race på Themsen rinner förbi Hammersmith och Fulham.
Frank Bruno som blev 1995 världsmästare i tungviktsboxning kommer från Hammersmith.

## Kultur

### Komedi
Hammersmith Apollo är en teater där stand up komedi spelas och även visas i TV.
Monty Python's Flying Circus spelades in i Shepherd's Bush.

### Musik
Shepherd's Bush Empire har många kända band spelat exempel David Bowie, The Rolling Stones, Europe och Bob Dylan.